# Zetho Cunha Gonçalves
Zetho Cunha Gonçalves nasceu na cidade do Huambo, Angola, a 1 de Julho de 1960. Passou a infância e adolescência no Cutato (pequena povoação na Província do Cuando-Cubango, onde fez a instrução primária e a que chama a sua «pátria inaugural da Poesia»). Estudou no Colégio Alexandre Herculano, na cidade do Huambo, e Agronomia na extinta Escola de Regentes Agrícolas de Santarém, em Portugal.
Poeta, autor de literatura para a infância e juventude, ficcionista, organizador de edições, antologiador e tradutor de poesia, exerceu várias profissões: de tratador de gado numa fazenda a empregado de escritório, de vendedor de publicidade e publicitário a director adjunto de um jornal de turismo falido, de empregado de mesa em restaurantes e pesquisador de notícias para uma empresa da especialidade a intermediário e conselheiro de bibliófilos. Foi coordenador da página literária «Casa-Poema da Língua Portuguesa» no jornal Plataforma, de Macau, e da secção cultural da revista África 21. É membro da União dos Escritores Angolanos.
Tem traduções para alemão, chinês, espanhol, hebraico e italiano, e colaboração dispersa por jornais e revistas de Angola, Brasil, Espanha, Itália, Macau, Moçambique e Portugal. Tem participado em vários colóquios e encontros literários em Portugal, Brasil, Cuba, Espanha e Itália.
Em 2018, o seu nome foi proposto para Prémio Nobel de Literatura. Em 2019, Noite Vertical, obra publicada em 2017, foi galardoada com o I Prémio dstangola/Camões.
Vive actualmente em Lisboa, dedicando-se inteiramente à criação poética e literária.

## Obras

### Poesia
- Exercício de escrita, 1979
- Coração limite/Sobre a sombra do corpo, 1981
- A construção do prazer/Reportagem do silêncio, 1981
- O incêndio do fogo, 1983
- O outro mapa da Terra, 1997
- O voo da serpente, 1998
- A palavra exuberante, 2004
- Sortilégios da Terra: Canto de narração e exemplo, 2007
- Rio sem margem: Poesia da tradição oral, 2011
- Terra: Sortilégios, 2013
- Rio sem margem: Poesia da tradição oral. Livro II, 2013
- Noite Vertical, 2017 [I Prémio dstangola/Camões 2019]
- O Sábio de Bandiagara: Esconjuros, Ebriedades e Ofícios, 2018
- O Leopardo Morre Com as Suas Cores, 2019
- Alumbramentos, 2020
- Noite Vertical. Poemas Reunidos (1979-2021), 2022; 2.ª edição, 2025
- Os Meus Comboios, 2023

### Literatura para a infância e juventude
- Debaixo do arco-íris não passa ninguém (poemas, ilustrado por Roberto Chichorro), 2006
- A caçada real (teatro, ilustrado por Roberto Chichorro), 2007
- Brincando, brincando, não tem macaco troglodita (poemas, ilustrado por Roberto Chichorro), 2011[1]
- "A vassoura do ar encantado" (estória, ilustrada por Andrea Ebert), 2012
- "Rio sem margem. Poesia da tradição africana (poemas, ilustrado por Thais Beltrame), 2013
- "Dima, o passarinho que criou o mundo: Mitos, contos e lendas dos países de língua portuguesa (Antologia, ilustrada por Angelo Abu), 2013
- A Minha Primeira Leitora (conto), in: Mapas Literários: O Rio em Histórias, de Ninfa Parreiras, 2015
- Com o Cágado Ninguém Brinca (conto), in: Pássaros de Asas Abertas, de António Quino e Margarida Gil Reis, 2015
- A Filha do Sol e da Lua (conto), in: Angola 40 Anos − 40 Contos – 40 Autores, de Arlindo Isabel, 2015
- Aqui Há Dinossauro (conto), 2020

Tradução de Poesia

O Desejo É Uma Água, de Antonio Carvajal, 1998
Altazor: Canto II, de Vicente Huidobro, 2012
3 Poemas, de William Carlos Williams, 2012
22 Poemas, de Joan Brossa, 2012
15 Poemas, de Rainer Maria Rilke, 2012
Sete Poemas, de Friedrich Hölderlin, 2012
Chora, Ó Irmão Negro Bem-Amado, de Patrice Lumumba, 2018
4 Epigramas Gregos, 2019
Rubaiyat: Odes à Embriaguez Divina, de Jalal-al-Din Rumi, 2019; 2.ª ed., 2024
Transversões: Poemas Reescritos em Português I, 2021; 3.ª ed., 2023 
Poemas da Terra e do Exílio, de Agnès Agboton, 2024 
ABC da Leitura, de Ezra Pound (co-tradução), 2025
Kaydara, de Amadou Hampaté Bâ (co-tradução), 2025

ORGANIZAÇÃO DE EDIÇÕES

Corpo Visível, de Mário Cesariny, ed. especial, 1996
Obra Poética, de Luís Pignatelli, 1999
Uma Rosa na Tromba de Um Elefante, de António José Forte, 2.ª ed., 2001
Uma Faca nos Dentes (Obra Poética), de António José Forte, com Prefácio de Herberto Helder e desenhos e fotografias de Aldina, 2003
Breve História da Mulher e Outros Escritos, de Natália Correia, com Prefácio de Maria Teresa Horta, 2003
A Estrela de Cada Um, de Natália Correia, 2004
Entrevistas a Natália Correia, de Antónia de Sousa, Bruno da Ponte, Dórdio Guimarães e Edite Soeiro, 2004
Contos Inéditos e Crónicas de Viagem, de Natália Correia, 2005
Os Brasileiros, de Eça de Queiroz (em col. com Eduardo Coelho), ed. brasileira, 2008
Contos, Fábulas & Outras Ficções, de Fernando Pessoa, 2008; Tradução italiana de Virgina Caporalli, com o título La Vita non Basta. Racconti, Favole e Altre Prose Fantastiche, 2010
Impia Scripta, de Luís Carlos Patraquim, 2011
Contos Completos, de Fernando Pessoa, 2012; ed. brasileira com o título Um Grande Português. Contos, Fábulas & Outras Histórias, 2012
Manual Para Incendiários e Outras Crónicas, de Luís Carlos Patraquim, 2012
Bonsoir, Madame (Obra Poética), de Manuel de Castro, 2013
Notícia do Maior Escândalo Erótico-Social do Século XX em Portugal, de Fernando Pessoa, Álvaro Maia, Raul Leal (Henoch) e outros, 2014
Sete Poemas Inéditos, de Natália Correia, 2015
Sete Poemas Inéditos, de Ruy Cinatti, 2015 
A Pedra-que-Mata. Poesia Japonesa: Uma Antologia do «Período Primitivo» ao «Estilo Moderno», de Luís Pignatelli, 2016
O Senhor Freud Nunca Veio a África, de Luís Carlos Patraquim, 2017
Fernando Pessoa: Um Retrato Fora da Arca. Cartas, Ensaios, Poemas, Testemunhos, Memórias, Inéditos, de Fernando Pessoa e outros, 2018 
Morada Nómada: Poesia 1980-2020, de Luís Carlos Patraquim, 2020
Carta ao Jovem Poeta, de Jorge de Sena, 2021 
Luz Central, de Ernesto Sampaio, 2023 
A Liberdade Não se Concede, Conquista-se. Que a Conquistem os Negros! – Antologia de Textos de A Batalha, de Mário Domingues, 2023 
Obra Reunida, de António Jacinto, 2025  
Está representado nas seguintes antologias, obras colectivas ou livros-catálogo: Vozes Poéticas da Lusofonia, de Luís Carlos Patraquim, 1999 [Org.]; António Prates: Percursos de Um Sonho. Fotobiografia, de Alexandra Silvano Prates e António Prates [Org.], 2007; Sonhos d’Agora e Também d’Outros Tempos, de Roberto Chichorro, 2009; Divina Música: Antologia de Poesia Sobre Música, de Amadeu Baptista, 2009; Coletânea Prêmio OFF FLIP de Literatura 2009, de Ovídio Poli Junior [Org.], 2010; Pensando África. Literatura, Arte, Cultura e Ensaio, de Carmen Lucia Tindó Secco, Maria Teresa Salgado e Silvio Renato Jorge [Org.], 2010; Histórias Pintadas de Azul, de Roberto Chichorro, 2010; Hinc Illae Lacrimae! – Studi in Memoria di Carmen Maria Radulet, 2 Vol. A cura di Gaetano Platania, Cristina Rosa e Mariagrazia Russo, 2011; Conversas de Homens no Conto Angolano: Breve Antologia (1980-2010), de António Quino [Org.], 2011; Balada dos Homens que Sonham: Breve Antologia do Conto Angolano (1980-2010), de António Quino [Org.], 2012; Da África e Sobre a África: Textos de Lá e de Cá, de Emilia Machado, Mariucha Rocha, Ninfa Parreiras e Vânia Salek [Org.], 2012; Depois do Silêncio: Escritos Sobre Bartolomeu Campos de Queirós, de Lucilia Soares & Ninfa Parreiras [Org.], 2013; A Arqueologia da Palavra e a Anatomia da Língua: Antologia Poética, de Amosse Mucavele [Org.], 2013; Mögen Pitangas Wachsen. Literatur aus Angola: Ein Zweisprachiges Lesebuch (Antologia Bilingue Português-Alemão: Oxalá Cresçam Pitangas. Literatura de Angola: Um Livro Bilingue). Herausgegeben von Ineke Phaf-Rheinberger; Übersetzung aus dem Angolanischen Portugiesisch: Bárbara Mesquita, Leipzig: Poetenladen, 2014; Afeto & Poesia. Ensaios e Entrevistas: Angola e Moçambique, de Carmen Lúcia Tindó Secco, 2014; Mapas Literários: O Rio em Histórias, de Ninfa Parreiras [Org.], 2015; Pássaros de Asas Abertas. Antologia de Contos Angolanos, de António Quino e Margarida Gil Reis [Org.], 2015; Angola 40 Anos − 40 Contos – 40 Autores, de Arlindo Isabel [Org.], 2015; O Sol É Secreto. Poetas Celebram Eugénio de Andrade, de Carlos d’Abreu, Luís Maçarico e Pedro Salvado [Coordenação], 2019; E de Súbito É Noite: Caderno Pandémico, A Corja [Org.], 2020; Ao Ouvido de Um Moribundo: Uma Antologia Desesperada da Poesia Portuguesa, de Nuno dos Santos Sousa [Org.], 2020; Pandemia Não Rima com Poesia, de Valdeci Duarte [Org.], 2020; Entre a Lua, o Caos e o Silêncio: A Flor: Antologia da Poesia Angolana, de Carlos Ferreira e Irene Guerra Marques [Org.], 2021; Literatura e Cultura em Tempos de Pandemia, UCCLA [Org.], 2021; Antoloxia do Confinamento: Poetas Galegos e Portugueses, de Elisabeth Oliveira, Xaime Toxo, Carmen Quinteiro e Antón Sobral [Coordenação], 2021; Cartas Sem Resposta, de Ninfa Parreiras [Org.], 2022; Botica Literária: Cem Poemas Para Cuidar, de Cristiana Seixas [Selecção], 2023; Viver e Escrever em Trânsito Entre Angola e Portugal: Entrevistas e Ensaios, de Doris Wieser [Org.], 2024.  